# مارغريت أ. ريان
مارغريت أ. ريان (بالإنجليزية: Margaret A. Ryan)‏ هي قاضية ومحامية أمريكية، ولدت في 23 مايو 1964 في شيكاغو في الولايات المتحدة.